# Talmaliya
Talmaliya era una ciutat hitita situada al sud-sud-est d'Hattusa. Estava en mans de la tribu kashka que tenia com a capital Pishuru cap a l'any 1300 aC.
Formava el límit dels seus dominis permanents en aquell territori, i les ciutats de Karahna i Marista les fronteres per l'altra banda. En aquella època els kashka tenien un exèrcit de vuit-cents carros i innombrables tropes d'infanteria. Hattusilis III va ser cridat pel seu germà Muwatal·lis II que li va donar cent-vint carros i molt poca infanteria. Va atacar els kashka d'aquelles ciutats i va matar tots els seus caps, i l'enemic va fugir.